# 合欢草
合欢草（学名：Desmanthus virgatus），又名多枝草合歡，为豆科合欢草属下的一种草本植物，高度可达3（9.8英尺）。原产于美洲热带和亚热带，但现在已经被引入世界各地。它是一种耐旱植物，干旱时会干枯萎缩，但只要水分充足就可再次发芽。合欢草无毒，是较好的牲畜饲料，可用来给牛增肥，但猪却不太喜欢吃这种植物。此外还可以用来控制土壤沙化。